# Corruption de mineur
La corruption de mineur (ou corruption d'enfants) est une infraction pénale reconnue dans différents pays qui consiste à profiter de la jeunesse d'une personne mineure pour l'initier au vice. 
La corruption de mineur ne doit pas être confondue avec les infractions pénales distinctes du leurre d'enfant par des moyens informatiques, d'agression sexuelle et d'exploitation sexuelle de mineur. La distinction est que la corruption d'enfant concerne davantage la moralité de l'enfant et peut inclure des éléments non sexuels comme l'usage de la drogue ou de l'alcool. 
Le pédopiégeage (anglais : child grooming) est un phénomène criminel plus large que la corruption de mineur car il englobe à la fois des comportements de leurre, de corruption de mineur, d'exploitation sexuelle, d'agression sexuelle et de production de pornographie juvénile.

## Droit par pays

### Droit canadien
En droit pénal canadien, la corruption d'enfants est réprimée par l'article 172 du Code criminel. L'infraction vise les personnes qui mettent en danger les mœurs de l'enfant ou qui rendent la demeure impropre à la présence de l'enfant par leur participation à différents vices, qui peuvent inclure l'ivrognerie habituelle, l'adultère, l'immoralité sexuelle ou toute autre forme de vice.  

« 172 (1) Quiconque, là où demeure un enfant, participe à un adultère ou à une immoralité sexuelle, ou se livre à une ivrognerie habituelle ou à toute autre forme de vice, et par là met en danger les moeurs de l’enfant ou rend la demeure impropre à la présence de l’enfant est coupable :
a) soit d’un acte criminel passible d’un emprisonnement maximal de deux ans;
b) soit d’une infraction punissable sur déclaration de culpabilité par procédure sommaire. »

### Droit français
La corruption de mineur est un délit objet de l'article  227-22 du Code pénal français. Non définie dans la loi, c'est l'un des abus sexuels sur mineur réprimés en France. D'après le Dictionnaire de droit criminel, « [i]l y a corruption de mineur lorsqu’un individu s’efforce de profiter de la jeunesse et de l’inexpérience de sa victime pour l’initier à un vice, et s’efforcer de l’en rendre esclave. »